# Chocolate Cake
Chocolate Cake is een nummer van de Australisch/Nieuw-Zeelandse band Crowded House. Het is de eerste single van hun derde studioalbum Woodface uit 1991. Het nummer werd op 27 mei dat jaar op single uitgebracht in Oceanië en op 10 juni in de rest van de wereld.

## Achtergrond
In de eerste instantie was "It's Only Natural" bedoeld als eerste single van het album "Woodface", maar uiteindelijk besloot Crowded House toch "Chocolate Cake" als eerste single uit te brengen. De single werd een radiohit in Oceanië, Canada en Nederland. In Australië behaalde de single de 24e positie, en in Nieuw-Zeeland de 7e.
In Nederland werd de single regelmatig gedraaid op de landelijke radiozenders en werd een radiohit in de destijds twee hitlijsten. De single bereikte de 24e positie in de Nederlandse Top 40 en de 27e positie in de Nationale Top 100.
In België bereikte de single de 15e positie in de Vlaamse Radio 2 Top 30 en de 34e positie in de voorloper van de Vlaamse Ultratop 50. 